# August Einspinner

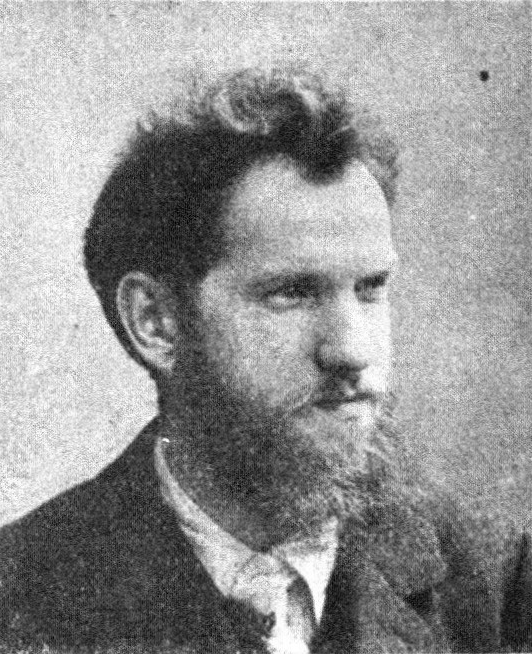
August Einspinner (vor 1907)

August Einspinner (* 30. Juli 1870 in Mürzzuschlag; † 18. April 1927 in Graz) war ein österreichischer Goldschmied, deutschnationaler Politiker und Gewerbeverbandsfunktionär. Einspinner war von 1902 bis 1918 Abgeordneter zum Steiermärkischen Landtag, von 1906 bis 1918 Abgeordneter zum österreichischen Reichsrat und von 1918 bis 1919 Mitglied der Provisorischen Nationalversammlung für Deutschösterreich sowie Landesrat in der steiermärkischen Landesregierung Kaan I.

## Leben
Nach dem frühen Tod seiner Eltern wurde er mit 14 Jahren zum Vollwaisen und absolvierte daraufhin in Wien eine Goldschmiedelehre. 1892 kam er zum 5. Festungsartillerieregiment, welches in Süddalmatien lag. 1898 ließ er sich als Goldschmiedemeister in Graz nieder. Einspinner wurde 1901 in den Grazer Gemeinderat gewählt (bis 1903); 1902 entsandte man ihn in den Landtag der Steiermark, dem er bis 1918 angehörte.
Bei der Ersatzwahl nach dem Tod von Franz Mosdorfer wurde Einspinner 1906 als Kandidat der Deutschen Volkspartei ins Abgeordnetenhaus des österreichischen Reichrats gewählt. Nach der Einführung des allgemeinen Männerwahlrechts und dem damit einhergehenden Neuzuschnitt der Wahlbezirke wurde er 1907 als Vertreter des Wahlbezirks Steiermark 8 (Hartberg, Radkersburg, Feldbach, Fürstenfeld, Weiz u. a.) erneut ins Abgeordnetenhaus gewählt. In dieser Legislaturperiode schlossen sich die Abgeordneten der Deutschen Volkspartei und der Deutschen Agrarpartei zum Deutschnationalen Verband zusammen, der 1910 Teil des Deutschen Nationalverbands wurde. Bei der Reichsratswahl 1911 wurde Einspinners Abgeordnetenmandat abermals bestätigt, das aufgrund des Ersten Weltkriegs bis 1918 verlängert wurde. Innerhalb des Deutschen Nationalverbands wechselte er 1912 in die Jungdeutsche Vereinigung, die sich 1914 in Deutschvölkische Vereinigung umbenannte. Im Oktober 1917 wurde er Mitglied der Deutschnationalen Partei.
Im Zuge des Zerfalls der Habsburgermonarchie bildeten die Reichsratsabgeordneten der deutschsprachigen Gebiete Cisleithaniens eine Provisorische Nationalversammlung für Deutschösterreich, der auch Einspänner vom 21. Oktober 1918 bis zum 16. Februar 1919 angehörte. Dort saß er im Verband der deutschnationalen Parteien (DnP). Zudem war er vom 6. November 1918 bis zum 27. Mai 1919 Landesrat der Steiermark unter Landeshauptmann Wilhelm Kaan in der ersten Landesregierung nach dem Zusammenbruch der Monarchie und Ausrufung der Ersten Republik.
Einspinner gehörte seit 1906 der Handels- und Gewerbekammer Graz an, deren Vizepräsident er 1920 wurde. Ab 1921 war Einspinner Geschäftsführer der Grazer Messe (bis 1926) und von 1921 bis 1924 oder 1925 Präsident des Hauptverbands der Gewerbeverbände Österreichs. Er war zudem im steiermärkischen Gewerbeförderungsinstitut engagiert. Nach der Angliederung des Instituts an die Handels- und Gewerbekammer übernahm Einspinner das Amt des geschäftsführenden Präsidenten des Gewerbeförderungsinstituts. Zudem gehörte er als Mitglied dem Gewerbeförderungsbeirat im Arbeitsministerium an. Des Weiteren engagierte sich Einspinner als Gewerberat im Handelsministerium und war Mitglied der Zentralkommission für das gewerbliche Unterrichtswesen. In seinem Beruf als Goldschmied hatte Einspinner zudem das Amt des Präsidenten des Reichshandwerkerrates inne und war Kurator des steirischen Landesmuseums Joanneum. Zudem hatte Einspinner das Amt des Vorstands der Grazer Goldschmiede-Genossenschaft inne.
Einspinner heiratete 1898 Barbara Brunner (genannt Babette), mit der er zwei Töchter und einen Sohn bekam. Von der römisch-katholischen Kirche trat er 1900 zur Evangelischen Kirche Augsburgischen Bekenntnisses (A.B.) über, kehrte aber 1926 zum katholischen Bekenntnis zurück.

## Ehrungen
Aufgrund seines Einsatzes für den Bau der schmalspurigen Feistritztalbahn von Weiz über Anger nach Birkfeld verlieh die Gemeinde Weiz 1910 Einspinner die Ehrenbürgerschaft. In Graz wurde 1930 die Einspinnergasse nach ihm benannt.